# Mesoleius geniculatus
Mesoleius geniculatus là một loài tò vò trong họ Ichneumonidae.